# ランドスケープアーキテクト連盟
一般社団法人 ランドスケープアーキテクト連盟（英名：Japan Landscape Architects Union、略称：JLAU）は
日本のランドスケープアーキテクトの職能の確立を目指す専門家集団。
日本に誕生した登録ランドスケープアーキテクト（RLA）が中心となって2013年に組織を発足。ランドスケープアーキテクトという職能の確立活動にたいして、強い関心を抱く「ステークホルダー」の集合体となっている。
また、明快な意思と目標を掲げて活動することとしている他、ランドスケープアーキテクトと活動を協働する者や強い関心を示す賛同者もステークホルダーとして歓迎し、組織運営を行うことを旨としている。
そして専門分化に至る業態の現状からの「統合」を目指している他、名称には連盟・UNIONを掲げ、国際組織であることを指向する。

## 沿革
- 2013年3月、JLAU（一般社団法人 ランドスケープアーキテクト連盟）発足